# Séptima División del Ejército Nacional
La Séptima División del Ejército Nacional de Colombia es una unidad operativa mayor compuesta por cinco brigadas y una Fuerza de Tarea Conjunta, ubicadas en el noroccidente del país. Su cuartel general se encuentra en Medellín (Antioquia). Su actual Comandante es el Brigadier General Juan Carlos Fajardo Gonzalez

## Historia
Creada en 2005, Con jurisdicción en Córdoba, Antioquia y parte del Chocó. En esta región hicieron presencia histórica las FARC-EP (Bloque Noroccidental), el M-19 en Medellín, el EPL, otros grupos menores, y el ELN que se mantiene activo. Así mismo en esta región hicieron presencia los paramilitares en grupos regionales, Convivir y posteriormente como Autodefensas Unidas de Colombia, se concentraron Carteles del Narcotráfico y grupos de narcotraficantes. En la actualidad existen Bacrim y Grupos Armados Organizados, junto a Disidencias de las FARC-EP combatidas por esta División

## Unidades

### Brigada 4 Medellín
Creada en 1910, con jurisdicción en Antioquia, conformada por:
- Batallón de Infantería No 10 "Coronel Atanasio Girardot" en Yarumal
- Batallón de Infantería No 11 "Cacique Nutibara" en Andes
- Batallón de Infantería No 32 "General Pedro Justo Berrío" en Frontino
- Grupo Mecanizado de Caballería No 04 "Juan del Corral" en Rionegro
- Batallón de Artillería No 04 "Coronel Jorge Eduardo Sánchez Rodríguez" en Ituango
- Batallón de Ingenieros No 04 "General Pedro Nel Ospina" en Bello
- Batallón Especial, Energético y Vial No 04 "General Jaime Polanía Puyo" en San Carlos
- Batallón de Policía Militar No 04 "Ciudad de Medellín"
- Batallón de Apoyo y Sostenimiento para el Combate No 04 "Cacique Yarigüíes"
- Batallón de Instrucción, Entrenamiento y Reentranamiento No 04 "Fray Mariano Garnica y Orjuela" en Santa Rosa de Osos
- Grupo Gaula Militar Antioquia
- Grupo Gaula Militar Oriente

### Brigada 11 Montería
Creada en 1987, con jurisdicción en Córdoba y parte de Antioquia
- Batallón de Infantería Aerotransportado No. 31 "Rifles" en Caucasia
- Batallón de Infantería No. 33 "Junín" en Montería
- Batallón Especial Energético y Vial No. 5 "Gr. Juan José Reyes Patria" en  El Bagre
- Batallón de Instrucción, Entrenamiento y Reentranamiento No. 11 "Antonio Ignacio Gallardo y Guerrero" en Urrá
- Batallón de A.S.P.C. No. 11 "Cacique Tirromé" en  Montería
- Grupo Gaula Militar Córdoba en Montería
- Grupo Gaula Militar Bajo Cauca.[7]

### Brigada 14 Puerto Berrio
Creada en 1983, con jurisdicción en varios departamentos y conformada por:
- Batallón de Infantería No 03 "Batalla de Bárbula" en Puerto Boyacá
- Batallón de Infantería No 41 "General Rafael Reyes Prieto" en Cimitarra
- Batallón de Infantería No 42 "Batalla de Bomboná" en Puerto Berrío
- Batallón de Ingenieros No 14 "Batalla de Calibío" en Cantimplora
- Batallón Especial Energético y Vial No 08 "Mayor Mario Serpa" en Segovia
- Batallón de Apoyo y Sostenimiento para el Combate No 14 "Cacique Pipatón"
- Batallón de Instrucción, Entrenamiento y Reentranamiento No 14 en Guasimal

### Brigada 15 Quibdó
Creada en 2000, con jurisdicción en el Chocó.
- Batallón de Infantería No 12 "Primero de Línea" en Bojayá
- Grupo Liviano Blindado de Caballería No 09
- Batallón de Ingenieros No 15 "General Julio Londoño Londoño" en Ánimas
- Batallón de Selva No 54 "Bajo Atrato" en Riosucio
- Batallón de Operaciones Terrestres No 25 en San Jerónimo de Nóvita
- Batallón de Operaciones Terrestres No 26 en Pie de Pató
- Batallón de Apoyo y Sostenimiento para el Combate No 15 "SP. José William Copete"
- Batallón de Instrucción, Entrenamiento y Reentranamiento No 15  "José María Moledo" en Ánimas
- Grupo Gaula Militar Chocó

### Brigada 17 Carepa
Creada en 1993, con jurisdicción en el Chocó.
- Batallón de Infantería No. 46 "Voltigeros" en Carepa
- Batallón de Infantería No. 47 "General Francisco de Paula Vélez" en San Pedro de Urabá
- Batallón de Ingenieros No. 17 "General Carlos Bejarano Muñoz" en Carepa
- Batallón de Apoyo y Sostenimiento para el Combate No 17 "Clara Elisa Narváez de Arteaga"
- Batallón de Instrucción, Entrenamiento y Reentranamiento No 17 "Nicolás Mauricio de Omana" en Carepa
- Grupo Gaula Militar Urabá

### Fuerza de Tarea Conjunta Titán
Activa en el Departamento del Chocó.